# Cục Tổ chức Trung ương Đảng Cộng sản toàn Liên bang khóa XVI (1930–1934)
Cục Tổ chức Trung ương Đảng Cộng sản toàn Liên bang khóa XVI được bầu tại Hội nghị Trung ương lần thứ nhất của Ban chấp hành Trung ương Đảng Cộng sản toàn Liên bang khóa XVI được tổ chức ngày 30/7/1930.

## Ủy viên chính thức
| Ủy viên chính thức | Ủy viên chính thức             | Ủy viên chính thức | Ủy viên chính thức | Ủy viên chính thức | Ủy viên chính thức |
| STT                | Họ tên (sinh-mất)              | Chức vụ            | Chức vụ            | Chức vụ | Ghi chú            |
| STT                | Họ tên (sinh-mất)              | Nhiệm kỳ           | Nhiệm kỳ           | Chức vụ kiêm nhiệm | Ghi chú            |
| ------------------ | ------------------------------ | ------------------ | ------------------ | --- | ------------------ |
| 1                  | Ivan Akoulov (1888–1937)       | 13/7/1930          | 2/10/1932          | Ủy viên Ban Kiểm tra Trung ương Đảng Cộng sản toàn Liên bang Phó ủy viên Dân ủy Thanh tra Công Nông Liên Xô                                                         |                    |
| 2                  | Karl Bauman (1892–1937)        | 13/7/1930          | 2/10/1932          | Bí thư Trung ương Đảng Cộng sản toàn Liên bang Bí thư thứ nhất Cục Trung Á Trung ương Đảng Cộng sản toàn Liên bang                                                  |                    |
| 3                  | Andrei Bubnov (1884–1938)      | 13/7/1930          | 10/2/1934          | Ủy viên Trung ương Đảng Cộng sản toàn Liên bang Ủy viên Dân ủy Giáo dục Nga Xô                                                                                      |                    |
| 4                  | Yan Gamarnik (1894–1937)       | 13/7/1930          | 10/2/1934          | Ủy viên Trung ương Đảng Cộng sản toàn Liên bang Tổng cục trưởng Tổng cục chính trị quân đội Liên Xô                                                                 |                    |
| 5                  | Lazar Kaganovich (1893–1991)   | 13/7/1930          | 10/2/1934          | Ủy viên Bộ Chính trị Đảng Cộng sản toàn Liên bang Bí thư Trung ương Đảng Cộng sản toàn Liên bang Trưởng ban Ban Nông nghiệp Trung ương Đảng Cộng sản toàn Liên bang |                    |
| 6                  | Semen Lobov (1888–1937)        | 13/7/1930          | 10/2/1934          | Ủy viên Trung ương Đảng Cộng sản toàn Liên bang Phó chủ tịch Xô Viết Tối cao Kinh tế Quốc dân Liên Xô                                                               |                    |
| 7                  | Vyacheslav Molotov (1890–1986) | 13/7/1930          | 21/12/1930         | Ủy viên Bộ Chính trị Đảng Cộng sản toàn Liên bang Bí thư Trung ương Đảng Cộng sản toàn Liên bang                                                                    |                    |
| 8                  | Ivan Moskvin (1890–1937)       | 13/7/1930          | 10/2/1934          | Bí thư Trung ương Đảng Cộng sản toàn Liên bang Phó chủ tịch Xô Viết Tối cao Kinh tế Quốc dân Liên Xô                                                                |                    |
| 9                  | Pavel Postyshev (1890–1937)    | 13/7/1930          | 10/2/1934          | Bí thư Trung ương Đảng Cộng sản toàn Liên bang Bí thư thứ nhất Tỉnh ủy Kharkiv                                                                                      |                    |
| 10                 | Joseph Stalin (1878–1953)      | 13/7/1930          | 10/2/1934          | Ủy viên Bộ Chính trị Đảng Cộng sản toàn Liên bang Bí thư Trung ương Đảng Cộng sản toàn Liên bang Tổng Bí thư Trung ương Đảng Cộng sản toàn Liên bang                |                    |
| 11                 | Nikolay Shvernik (1888–1970)   | 13/7/1930          | 10/2/1934          | Bí thư Trung ương Đảng Cộng sản toàn Liên bang Chủ tịch Hội đồng Trung ương các Công đoàn toàn Liên Xô                                                              |                    |

## Ủy viên dự khuyết
| Ủy viên dự khuyết | Ủy viên dự khuyết             | Ủy viên dự khuyết | Ủy viên dự khuyết | Ủy viên dự khuyết | Ủy viên dự khuyết |
| STT               | Họ tên (sinh-mất)             | Chức vụ           | Chức vụ           | Chức vụ | Ghi chú           |
| STT               | Họ tên (sinh-mất)             | Nhiệm kỳ          | Nhiệm kỳ          | Chức vụ kiêm nhiệm | Ghi chú           |
| ----------------- | ----------------------------- | ----------------- | ----------------- | --- | ----------------- |
| 1                 | Alexander Dogadov (1888–1937) | 13/7/1930         | 2/10/1932         | Ủy viên Trung ương Đảng Cộng sản toàn Liên bang Ủy viên Dân ủy Thanh tra Công Nông Liên Xô                                         |                   |
| 2                 | Alexander Kosarev (1903–1939) | 13/7/1930         | 10/2/1934         | Ủy viên dự khuyết Trung ương Đảng Cộng sản toàn Liên bang Bí thư thứ nhất Trung ương Đoàn Thanh niên Cộng sản Lenin toàn Liên bang |                   |
| 3                 | Alexander Smirnov (1878–1938) | 13/7/1930         | 12/1/1933         | Ủy viên Trung ương Đảng Cộng sản toàn Liên bang                                                                                    |                   |
| 4                 | Anton Tsikhon (1888–1939)     | 13/7/1930         | 10/2/1934         | Ủy viên Trung ương Đảng Cộng sản toàn Liên bang Chủ tịch ủy ban Trung ương Liên hiệp Xây dựng                                      |                   |